# Pedro Damián
Pedro Muñoz Romero (Cidade do México, 29 de Novembro de 1952) é um produtor e compositor mexicano, responsável por ter dirigido grandes sucessos da Rede de televisão mexicana Televisa como: Rebelde (2004) e Carrossel (1989). É mais conhecido como Pedro Damián.

## Biografia
Pedro Damián obteve sua graduação no "Instituto Tecnológico da Educação", é formado em Pedagogia e Comunicação. Mais tarde se especializou em Ensino de Teatro na escola de Anne Scheer, em Londres, na Inglaterra.
Como as crianças foram um dos seus principais interesses foi um dos fundadores do grupo Timbiriche foi também diretor artístico. Tem por objectivo transformar a seção infantil do "Centro de Formação Artística" da Televisa. É membro do da Fundação México Unido, que em colaboração com a UNICEF, realizarão a campanha do Dia Internacional da Rádio e Televisão para Crianças.
Começou a dirigir telenovelas pela Televisa em 1983, e produzir telenovelas em 1992.
É o pai da atriz Alexa Damián e irmão do ator e diretor Juan Carlos Muñoz.
Também dirigiu o programa No Contabán Com Mi Astúcia (2000), que era uma homenagem da Televisa aos 30 anos dos seriados Chaves e Chapolin.

## Televisão

### Diretor
- Los hijos de nadie (1997)
- Luz Clarita (1996)
- Vivir un poco (1985)
- Carrusel (1989)
- Pasión y poder (1988)
- Quinceañera (1987)
- Pobre juventud (1986)
- Principessa (1984)
- La fiera (1983)
- Chispita (1983)

### Produtor
- Like (2018)
- Despertar contigo (2016)
- Muchacha Italiana Viene a Casarse (2014)
- Miss XV (2012)
- Niña de mi corazón (2010)
- Verano de amor (2009)
- Lola...Érase una vez! (2007)
- Rebelde (2004)
- Clase 406 (2002)
- Primer amor... a mil por hora (2000)
- Amor Gitano (1999)
- Preciosa (1998)
- Mi pequeña traviesa (1998)
- Si Dios me quita la vida (1996)
- Prisionera del amor (1994)
- Angeles sin Paraíso (1993)
- El abuelo y yo (1992)
- El Club de Gaby

## Cinema
- Amar te duele (2002) Filme
- Showtime (2002)Filme .... Vargas
- Collateral Damage (2002) Filme .... Guerilla Motorista
- Warden of Red Rock (2001)  Filme .... Billy
- Vuelo del águila, El" (1994) Telenovela .... José María Pino Suárez
- Old Gringo (1989)  Filme  .... Captain Ovando
- Monte Calvario (1986) Telenovela .... Alfonso
- Juegos del destino (1985) Telenovela .... Javier
- Bianca Vidal (1983) Telenovela .... Gustavo
- Caboblanco (1980)  Filme  .... Eduardo
- Angel Guerra (1979) Telenovela
- Mojado Power (1979)  Filme
- Eagle's Wing (1979)  Filme  .... Jose
- Humillados y ofendidos (1977) Telenovela
- Mujer perfecta, La (1977)  Filme
- Ronda revolucionaria (1976) Filme
- Return of a Man Called Horse, The (1976)  Filme  .... Standing Bear
- Un Amor extraño (1975)  Filme
- Mundo de juguete (1974) Telenovela
- Mi rival (1973) Telenovela .... Daniel
- Me llaman Martina Sola (1972) Telenovela
- Amor tiene cara de mujer, El (1971) Telenovela
- Cachorros, Los aka Cubs (1971)  Filme